# Øvre Eiker
Øvre Eiker és un municipi situat al comtat de Buskerud, Noruega. Té 18.205 habitants (2016) i té una superfície de 457 km². El centre administratiu del municipi és el poble de Hokksund.
El municipi està situat a la part meridional del comtat de Viken i està vorejat pels municipis de Kongsberg, Flesberg, Sigdal, Modum, Lier, Nedre Eiker i Hof.
El centre administratiu de Hokksund és la ciutat més gran d'aquest municipi, amb uns 8.000 habitants. Els restants 7.000 habitants viuen en els pobles de Vestfossen, Skotselv, Ormåsen i Darbu.

## Ciutats agermanades
Øvre Eiker manté una relació d'agermanament amb les següents localitats:
- Kerteminde, Dinamarca Meridional, Dinamarca[2]
- Lempäälä, Finlàndia Oriental, Finlàndia[3]
- Ulricehamn, Comtat de Västra Götaland, Suècia[4]